# Эскадренные миноносцы типа «Бэгли»
Эскадренные миноносцы типа «Бэгли» — тип эскадренных миноносцев, построенный для ВМС США перед Второй мировой войной. Корабли были заказаны в 1935 году и построены в 1937 году. Конструктивно были похожи на эсминцы типов «Гридли» и «Бенхем». Эсминцы этого типа сохранили компактную энергоустановку эсминцев типа «Мэхэн», вследствие чего их скорость была несколько ниже, чем у типа «Гридли». Однако, эсминцы этого типа обладали более широким радиусом действия, нежели эсминцы типа «Гридли».
Все эсминцы типа «Бэгли» находились в Пёрл-Харборе во время нападения японцев 7 декабря 1941 года. В ходе Второй мировой войны все корабли этого типа служили на Тихом океане. В битвах погибло три эсминца этого типа — «Джарвис», «Влю», и «Хэнли». В 1944 году «Мугфорд» был сильно повреждён атакой камикадзе, и пробыл в ремонте 6 месяцев. Несколько позже «Ральф Талбот» также получил повреждения от камикадзе. После войны три эсминца — «Бэгли», «Хелм», и «Паттерсон» были списаны и утилизированы. «Мугфорд» и «Ральф Талбот» в 1946 году были использованы как цели для испытаний ядерного оружия на атолле Бикини и затоплены неподалёку от аттола Кваджалейн в 1948 году.

## Конструкция

### Вооружение
Эсминцы типа «Бэгли» имели такое же вооружение, как и эсминцы типов «Гридли» и «Бэнхэм»: 4 одиночные 127-миллиметровые пушки и 4 счетверённых торпедных аппарата калибром 533 мм. Изначально в эти торпедные аппараты устанавливались торпеды Mark 11 или Mark 12, но в 1938 году они были заменены на Mark 15. Это было самое тяжёлое торпедное вооружение, когда-либо устанавливавшееся на американские эсминцы. По сравнению с типом Мэхэн, эсминцы типа Бэгли имели на одну пушку меньше, что было использовано для установки ещё одного торпедного аппарата. Главной причиной такого мощного торпедного вооружения было то, что большинство американских крейсеров, построенные по Вашингтонскому соглашению, не имели торпедного вооружения, а то, что имелось, было демонтировано в пользу орудий ПВО.
Лёгкое зенитное вооружение эсминцев было слабым: всего лишь 4 пулемёта. Предполагалось, что тяжёлое вооружение сможет уничтожать самолёты противника вдалеке, но Нападение на Пёрл-Харбор показало, что это не так. Впоследствии зенитное вооружение было усилено одним спаренным «Бофорсом» и шестью «Эрликонами». На некоторых эсминцах других типов зенитное вооружение было ещё усилено за счёт снятых торпедных аппаратов, но на этих эсминцах они не снимались.
Противолодочное вооружение было представлено двумя бомбосбрасывателями. На некоторых фотографиях видно, что на нескольких кораблях этой серии противолодочное вооружение было усилено 4 бомбомётами.

### Энергетическая установка
Энергетическая установка повторяющей принятую на типе «Мэхэн» и состояла из 4 водотрубных котлов фирмы Babcock & Wilcox и двух паровых турбин. Такая установка имела проектную мощность в 46 000 л. с. Рабочая температура — 371 °C. Проектный запас корабельного мазута, по сравнению с типом «Мэхэн», был уменьшен до 509 длинных тонн, фактический запас топлива: 504 дл. тонн топочного мазута и 37,4 дл. тонны солярки. 
Корабли имели четыре турбогенератора мощностью: два по 132 кВт переменного тока и два по 40 кВт постоянного тока и один дизель-генератор мощностью 80 кВт, общая мощность составила 424 кВт.

## Служба
Все эсминцы типа «Бэгли» находились в Пёрл-Харборе во время нападения японцев 7 декабря 1941 года, составив 4-ю эскадру эсминцев. В ходе Второй мировой войны все корабли этого типа служили на Тихом океане. В ходе боевых действий погибли три эсминца этого типа — «Джервис», «Блю» и «Хэнли». В 1944 году «Магфорд» был сильно повреждён камикадзе, после чего пробыл в ремонте 6 месяцев. Несколько позже «Ральф Тэлбот» также был повреждён камикадзе. Остальные четыре эсминца продолжали службу в 6-й эскадре эсминцев. Эсминец «Бэгли» принимал капитуляцию японских войск на острове Минамитори После войны три эсминца — «Бэгли», «Хелм» и «Паттерсон» были списаны и пущены на слом. «Магфорд» и «Ральф Тэлбот» в 1946 году были использованы в качестве кораблей-мишеней во время испытаний ядерного оружия на атолле Бикини и затоплены неподалёку от аттола Кваджалейн в 1948 году.

## Корабли типа
| Имя и бортовой номер      | Строитель                  | Заложен          | Спущен на воду  | Введён в сторой  | Судьба                                    |
| ------------------------- | -------------------------- | ---------------- | --------------- | ---------------- | ----------------------------------------- |
| USS Bagley (DD-386)       | Norfolk Naval Shipyard     | 31 июля 1935     | 3 сентября 1936 | 12 июня 1937     | Разобран в 1947 году                      |
| USS Blue (DD-387)         | Norfolk Naval Shipyard     | 25 сентября 1935 | 27 мая 1937     | 14 августа 1937  | Погиб 22 августа 1942 года                |
| USS Helm (DD-388)         | Norfolk Naval Shipyard     | 25 сентября 1935 | 27 мая 1937     | 16 октября 1937  | Разобран в 1947 году                      |
| USS Mugford (DD-389)      | Boston Navy Yard           | 28 октября 1935  | 31 октября 1936 | 16 августа 1937  | Затоплен у Кваджалейна 22 марта 1948 года |
| USS Ralph Talbot (DD-390) | Boston Navy Yard           | 28 октября 1935  | 31 октября 1936 | 14 октября 1937  | Затоплен у Кваджалейна 22 марта 1948 года |
| USS Henley (DD-391)       | Mare Island NSY            | 28 октября 1935  | 12 января 1937  | 14 августа 1937  | Погиб 3 октября 1943 года                 |
| USS Patterson (DD-392)    | Puget Sound Naval Shipyard | 23 июля 1935     | 6 мая 1937      | 22 сентября 1937 | Разобран в 1947 году                      |
| USS Jarvis (DD-393)       | Puget Sound Naval Shipyard | 21 августа 1935  | 6 мая 1937      | 27 октября 1937  | Погиб 9 августа 1942 года                 |